# Puklice (zámek)
Zámek Puklice je drobná stavba při vjezdu do obce Puklice v okrese Jihlava v kraji Vysočina. Stojí na místě starší gotické tvrze, později přestavěné v barokní zámeček, do dnešní klasicistní podoby stavebně sjednocené v první polovině 19. století.

## Popis
Zámek je čtyřkřídlá jednopatrová budova, jejíž východní křídlo vzniklo renesanční přestavbou gotické tvrze. Západní a jižní křídlo je barokní, fasáda sjednocující zámek je klasicistní. Pod východním křídlem se nacházel rybník zavezený v šedesátých letech dvacátého století, jeho tvar je dosud patrný na tvaru parku, který na jeho místě na dnes zakrytém Puklickém potoce vznikl, i na zákrutu silnice vedoucí na Studénky a Jihlavu, která tento park obkružuje. Naproti zámku leží objekty bývalého velkostatku, jemuž zámeček sloužil v posledních letech jako správcovská budova, dnes tyto objekty slouží jako prostory pro místní podnikatele, sokolovna a truhlářství. Do zámku se dnes vchází jižním barokním křídlem, vnitřní zámecké nádvoří je v přízemí ze třech stran lemované arkádovým ochozem, všechna křídla budovy jsou patrová. Ze čtvercového půdorysu vystupuje na jižní straně nejstaršího křídla arkýř na mohutném pilíři.

## Historie

### Tvrz
Nejstarší zmínka o obci Puklice je z roku 1318, kdy Jan Lucemburský potvrzuje její zástavu Janovi z Řečice. Snad již v té době vzniká v Puklicích tvrz, i když poprvé se písemně připomíná teprve v roce 1534, kdy Jan z Lipé ves propouští z léna jihlavskému měšťanovi, nekatolíkovi Františku Hordarovi, který se začal psát s přídomkem z Puklice. Hordarův náhrobek lze dodnes spatřit v kostele sv. Petra a Pavla v blízkých Petrovicích. Hordarům byly za účast ve stavovském odboji proti Ferdinandovi II. dvě třetiny panství zkonfiskovány a rod musel přestoupit na katolickou víru, samotné Puklice ale drží až do roku 1666. Snad tehdy na místě staré tvrze začínají stavět zámeček.

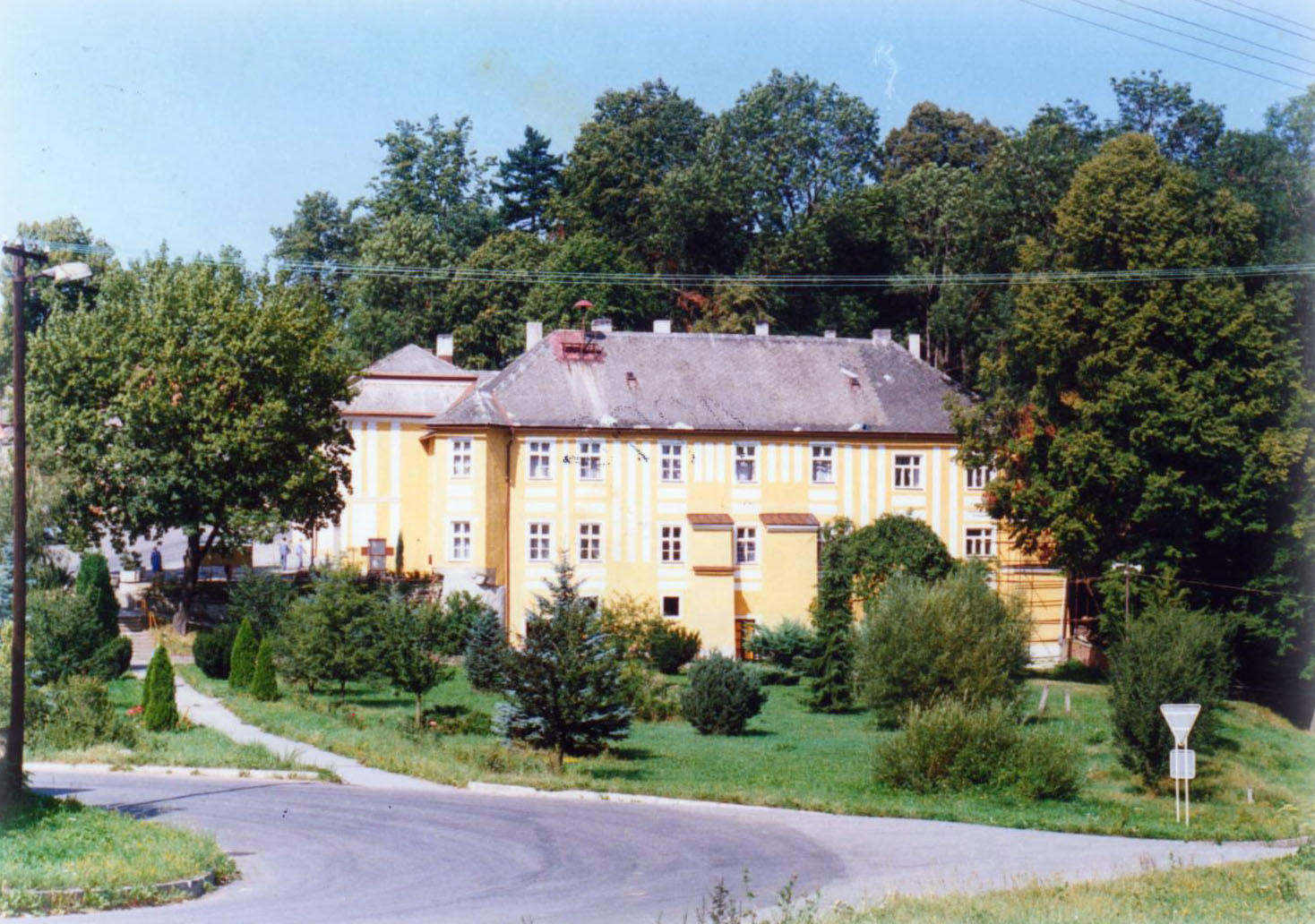
Východní křídlo zámku

### Zámek
Dle letopočtu na zazděném portálku zámku navázalo v roce 1578 na východní podsklepené křídlo původní tvrze nové křídlo severní, po roce 1720 jsou pak v barokním stylu dostavěna západní a jižní křídla, připojená nicméně k původním dvěma ne zcela organicky, s patrným odskokem. Na počátku 19. století pak probíhají klasicistní úpravy celé budovy, viditelné především na fasádách. Majitelé zámku se rychle střídali, po Hordarech panství kupuje Jakub Manuel von Trümmel, po Trümmlovi se objevuje člen původem skotského rodu František Josef z Wodderbornu, roku 1731 František Adam Grisl z Grislova, roku 1749 jeho manželka, od roku 1770 rodina Malovcova, roku 1807 Otto, svobodný pán Skrbenský. Jeho syn Otto prodal zboží puklické roku 1878 Karlu, hraběti z Blankensteina. Roku 1892 koupil velkostatek Miloslav Peška, tento jihlavský továrník jej v roce 1905 prodal Siegfriedu Fischmannovi, členovi puklické židovské obce, po jeho smrti majetek v roce 1917 zdědil poslední majitel panství, Richard Fischmann.

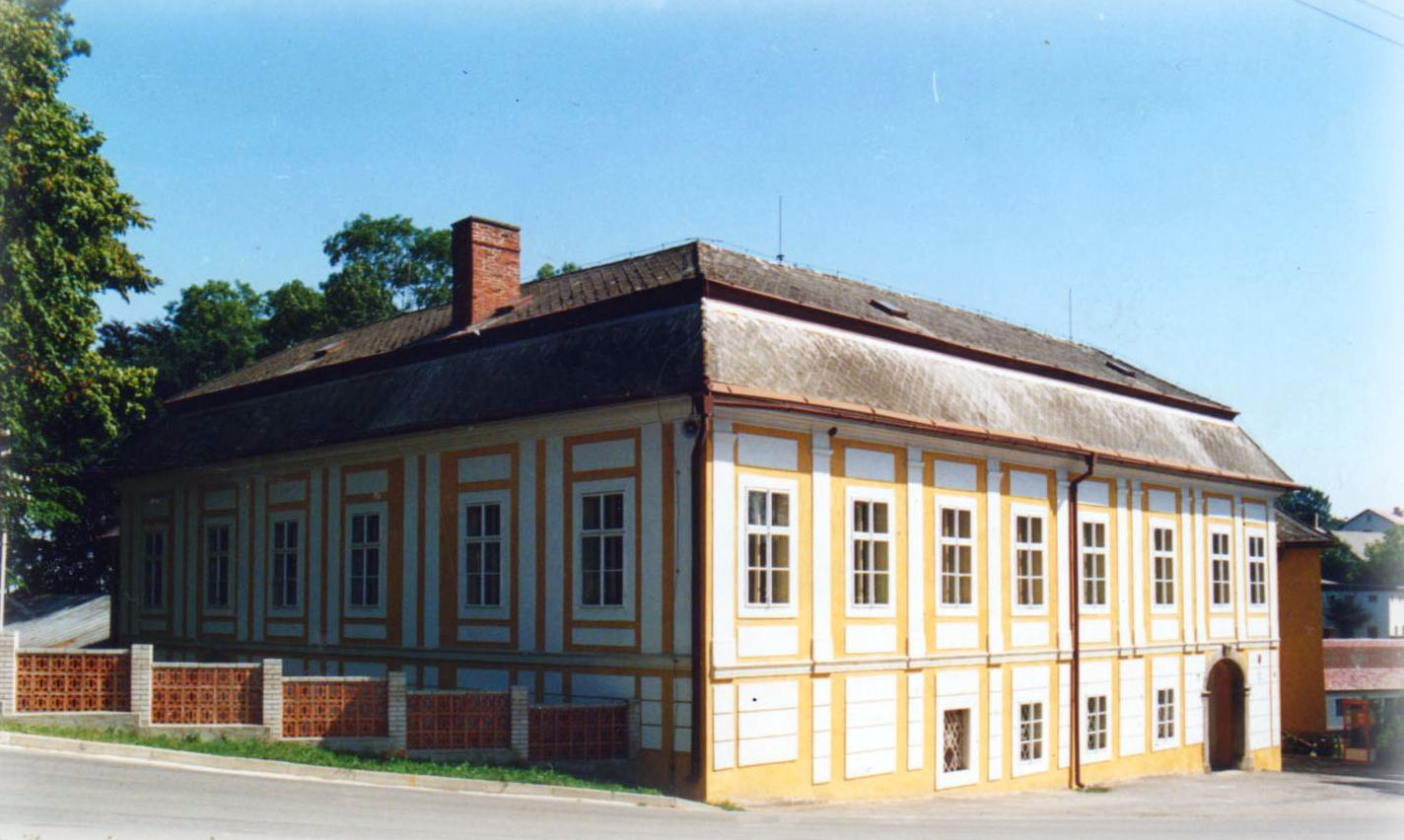
Západní a jižní křídlo zámku

#### Poslední majitelé a restituční spor
Richard Fischmann, se pro Puklice ukázal být dobrým hospodářem. Statek rozšířil o ovocný sad, skleník a zahrady, dle pozemkových knih se za jeho vlastnictví výměra půdy velkostatku zvětšila o 40 hektarů. V roce 1941 však bylo všechno židovské obyvatelstvo Jihlavska včetně Fischmannových vystěhováno do sběrného střediska v Třebíči, odkud jsou postupně deportováni do Lublinu, Treblinky a Osvětimi. Vzhledem k následné arizaci obyvatelstva může znít ironicky fakt, že až do druhé světové války byli na Jihlavsku předními nositeli místního němectví právě Židé. Z 1350 osob odvlečených za války do koncentračních táborů přežilo nacistické běsnění pouhých 32 lidí, mezi přeživšími byl i Fischmannův syn Vítězslav a dcera Eliška. Zámek však byl mezitím zkonfiskován a Fishmann byl označen za kolaboranta, přestože Fishmannovi potomci se snažili rozhodnutí o konfiskaci zvrátit, ONV Jihlava a Zemský národní výbor jejich stížnosti zamítly.
O budovu zámku se nadále dělila pošta, knihovna, do roku 1977 provizorní mateřská škola, a místní národní výbor. Sýpka byla proměněna na kostel, lihovar se škrobárnou na místní Sokolovnu, pole a pastviny se staly základem pro místní JZD. Rybník pod zámkem, který pravděpodobně již od středověku existoval jako ochrana tvrze, byl zasypán. Lze se pouze dohadovat, co se stalo s inventářem zámku. Jak vypadal mobiliář za Fischmannů a po skončení války, se dnes již nedá zjistit, záznamy o něm chybí. V roce 1957 byla do prostor zámku přesunuta šestá až osmá třída místní základní školy.
Po roce 1989 probíhal letitý restituční spor, ukončený nakonec navrácením zámku dědicům Elišky Fishmannové (Fábryové). Na motivy spletitého restitučního sporu i situace v obci, kterou spor vyvolal, napsala Radka Denemarková knihu Peníze pro Hitlera, oceněnou v roce 2007 Magnesii literou.

### Zámecká kaple
Arnošt Pátek uvádí v zámku od dávných dob existenci kaple s oltářním obrazem nanebevzetí Panny Marie, nacházela se v prvním poschodí, mše se v ní sloužily od roku 1729, za veřejnou byla prohlášena v roce 1787. Poté, co kapli v roce 1893 zrušil továrník Miroslav Peška, sloužily její prostory jako tělocvična pro místní sokolskou jednotu. V současné době kaple neexistuje.